# Застав'є (Золочівський район)
Застав'є́ — село в Україні, у Золочівському районі Львівської області. Населення становить 23 особи. Орган місцевого самоврядування - Буська міська рада.